# Montréal-Dorion
Montréal-Dorion est un ancien district électoral provincial situé dans la région de Montréal aboli en 1939.

## Historique
Précédé de: Hochelaga
Suivi de: Montréal—Jeanne-Mance

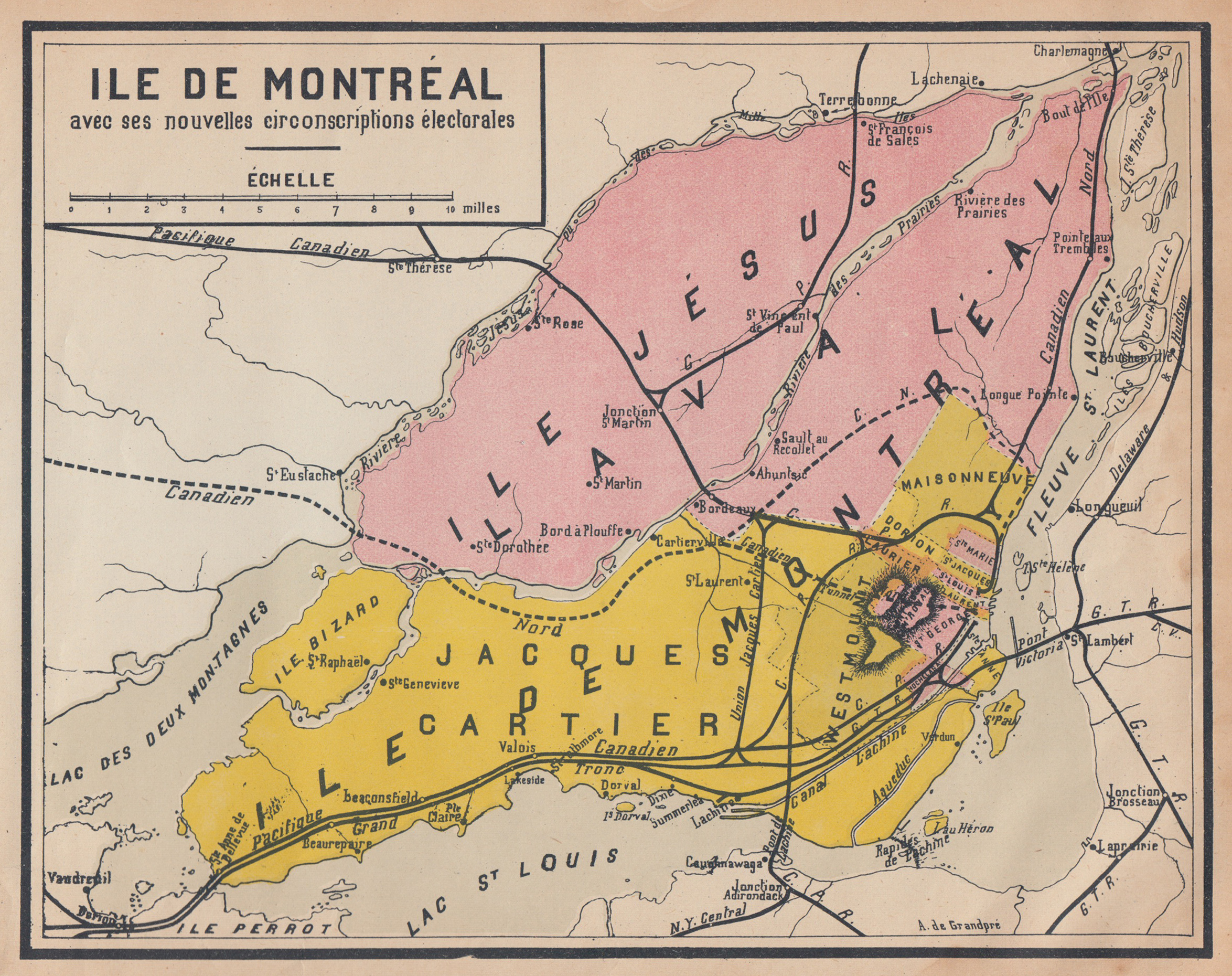
Carte des circonscriptions de l'île de Montréal en 1920. Montréal-Dorion (appelé Dorion sur la carte) est au centre-droit, en jaune.

Le district électoral de Montréal-Dorion a été créé en 1912. Le territoire représenté par ce district était autrefois celui d'Hochelaga. Il fusionna en 1939 à deux autres districts pour former celui de Montréal—Jeanne-Mance.

## Liste des députés
| Législature                            | Années    | Député | Député                   | Parti               |
| -------------------------------------- | --------- | ------ | ------------------------ | ------------------- |
| Montréal-Dorion Créée depuis Hochelaga |           |        |                          |                     |
| 13e                                    | 1912–1916 |        | Georges Mayrand          | Libéral             |
| 14e                                    | 1916–1919 |        | Georges Mayrand          | Libéral             |
| 15e                                    | 1919–1923 |        | Aurèle Lacombe           | Ouvrier             |
| 16e                                    | 1923–1927 |        | Ernest Tétreau           | Libéral indépendant |
| 17e                                    | 1927–1931 |        | Aldéric Blain            | Conservateur        |
| 18e                                    | 1931–1935 |        | Joseph-Achille Francoeur | Libéral             |
| 19e                                    | 1935–1936 |        | Joseph-Grégoire Bélanger | ALN                 |
| 20e                                    | 1936–1939 |        | Joseph-Grégoire Bélanger | Union nationale     |
| Dissoute dans Montréal—Jeanne-Mance    |           |        |                          |                     |

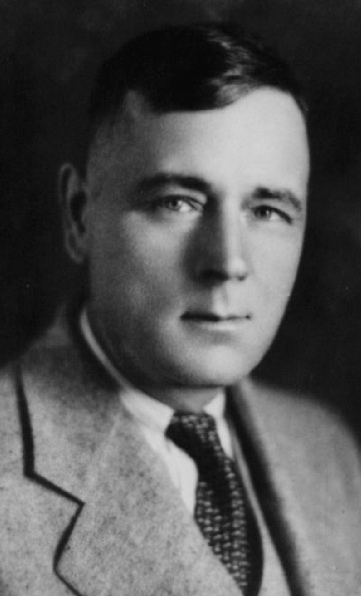
Joseph-Achille Francoeur, député de 1931-1935.